# Арефьевский круг
Арефьевский круг — неформальное объединение независимых ленинградских художников. Возникло в конце 1940-х годов.
В состав группы входили Александр Арефьев (1931—1978), Рихард Васми (1929—1998), Шолом Шварц (1929—1995), Владимир Шагин (1932—1999) и Валентин Громов (1930—2022). К «арефьевскому кругу» примыкал и поэт Роальд Мандельштам (1932—1961).